# Persia, New York
Persia är en kommun (town) i Cattaraugus County i delstaten New York som är benämns efter Persien. Vid 2020 års folkräkning hade Persia 2 203 invånare.